# Irvin Kershner
Irvin Kershner (* 29. April 1923 in Philadelphia, Pennsylvania; † 27. November 2010 in Los Angeles) war ein US-amerikanischer Filmregisseur und Gelegenheitsschauspieler.

## Leben
Kershners Jugend war von Musik und Kunst geprägt. In seinen frühen Jahren war die Musik seine wichtigste Aktivität, er spielte Violine, Viola und komponierte. Er besuchte die Tyler School of Art der Temple University in Philadelphia und ging später nach New York und Princetown, um beim Maler Hans Hofmann in die Lehre zu gehen. Er ging anschließend nach Los Angeles, wo er Fotografie am Art Center College of Design studierte.
Kershner begann seine Filmkarriere an der School of Cinema der University of Southern California (USC), wo er Fotografie unterrichtete und an Filmkursen unter Slavko Vorkapić teilnahm. Kershner bekam einen Job als Standfotograf bei einem Filmprojekt des Außenministeriums im Iran, was ihn schließlich dazu bewog, als Regisseur und Kameramann von Dokumentarfilmen im Iran, in Griechenland und der Türkei in Zusammenarbeit mit der United States Information Agency tätig zu werden.
Als Kershner in die Vereinigten Staaten zurückkehrte, entwickelte er zusammen mit Paul Coates die Dokumentarserie Confidential File für das US-amerikanische Fernsehen. Kershner arbeitete bei dieser Serie als Drehbuchautor, Regisseur, Kameramann und Filmeditor. Später entwickelte er die Fernsehserie The Rebel, bei der er auch Regie führte, sowie die Pilotfilme zu Peyton Place, Cain’s One Hundred und Philip Marlowe.
Ab 1958 drehte Kershner neben seiner Tätigkeit als Dozent an der USC eine Reihe von Kinofilmen, die sich in den meisten Fällen außerhalb des Hollywood-Mainstreams bewegten. Etwas überraschend kam daher 1980 seine Regie bei Das Imperium schlägt zurück, dem zweiten Teil der originalen Star-Wars-Trilogie. George Lucas war selbst zu beschäftigt, um die Regie zu übernehmen, und vertraute sie Kershner an, seinem früheren Dozenten an der USC. Lucas hoffte, dass Kershner als Zen-Buddhist und außerhalb von Hollywood stehender Filmemacher eigene Akzente setzen könnte, und tatsächlich gilt Das Imperium schlägt zurück auch dank Kershner als deutlich philosophischer und düsterer als der erste Star-Wars-Film.
1983 war er Regisseur des inoffiziellen James-Bond-Films Sag niemals nie (1983) mit Sean Connery in der Hauptrolle. 1990 inszenierte er seinen letzten Kinofilm Robocop 2, danach war er 1993 nur noch für eine Episode der Serie SeaQuest DSV verantwortlich. Beginnend mit Martin Scorseses Film Die letzte Versuchung Christi aus dem Jahr 1988 übernahm Kershner im Alter Nebenrollen in insgesamt sechs Kinofilmen bis 2005.
Irvin Kershner starb im November 2010 im Alter von 87 Jahren an Lungenkrebs, er hinterließ zwei erwachsene Söhne.

## Auszeichnungen
Für seine Arbeit an Das Imperium schlägt zurück wurde Kershner 1981 mit dem Saturn Award in der Kategorie Bester Regisseur ausgezeichnet. 1981 erhielt er den British Fantasy Award für Das Imperium schlägt zurück.

## Filmografie (Auswahl)
Als Regisseur
- 1958: Rauschgift (Stakeout on Dope Street)
- 1958: Der Totschläger (The Young Captives)
- 1960: … der werfe den ersten Stein (The Hoodlum Priest)
- 1964: Das Glück des Ginger Coffey (The Luck of Ginger Coffey)
- 1966: Simson ist nicht zu schlagen (A Fine Madness)
- 1967: Der tolle Mr. Flim-Flam (The Flim-Flam Man)
- 1970: Loving
- 1972: Sandkastenspiele (Up the Sandbox)
- 1974: Das Chaos-Duo (S*P*Y*S)
- 1976: Der Mann, den sie Pferd nannten – 2. Teil (The Return of a Man Called Horse)
- 1977: …die keine Gnade kennen (Raid on Entebbe)
- 1978: Die Augen der Laura Mars (The Eyes of Laura Mars)
- 1980: Das Imperium schlägt zurück (The Empire Strikes Back)
- 1983: Sag niemals nie (Never Say Never Again)
- 1989: Traveling Man (Fernsehfilm)
- 1990: Robocop 2
- 1993: SeaQuest DSV (Fernsehserie, Folge To be or not to be)

Als Schauspieler
- 1988: Die letzte Versuchung Christi (The Last Temptation of Christ)
- 1990: Robocop 2
- 1994: Auf brennendem Eis (On Deadly Ground)
- 1995: Angus – voll cool (Angus)
- 2003: Manhood
- 2005: Berkeley